# Schisandra plena
Schisandra plena är en tvåhjärtbladig växtart som beskrevs av Albert Charles Smith. Schisandra plena ingår i släktet Schisandra och familjen Schisandraceae. Inga underarter finns listade.